# 伯克鎮區 (阿肯色州利特爾里弗縣)
伯克鎮區（英語：Burke Township）是位於美國阿肯色州利特爾里弗縣的一個行政鎮區。

## 地方資料
伯克鎮區的面積為119.79平方千米，當中陸地面積為113.35平方千米，而水域面積為0.44平方千米。根據2010年美國人口普查的數據，當地共有人口297人，而人口密度為每平方千米2.48人。